# Pagar Gunung (Kepahiang)
Pagar Gunung is een bestuurslaag in het regentschap Kepahiang van de provincie Bengkulu, Indonesië. Pagar Gunung telt 1211 inwoners (volkstelling 2010).